# جيمس بيكينز جونير
جيمس بيكينز جونير (بالإنجليزية: James Pickens Jr.)‏ ممثل أمريكي من مواليد 26 أكتوبر 1954، حاصل على جائزة نقابة ممثلي الشاشة 2006 لأفضل مجموعة عن دورهم في مسلسل غريز أناتومي.

## روابط خارجية
- جيمس بيكينز جونير على موقع IMDb (الإنجليزية)
- جيمس بيكينز جونير على موقع ألو سيني (الفرنسية)
- جيمس بيكينز جونير على موقع أول موفي (الإنجليزية)
- جيمس بيكينز جونير على موقع إن إن دي بي (الإنجليزية)
- جيمس بيكينز جونير على موقع قاعدة بيانات الفيلم (الإنجليزية)
- جيمس بيكينز جونير على موقع كينوبويسك (الروسية)